# Мирибель, Мари-Жозеф Франсуа де
Мари-Жозеф Франсуа де Мирибель (фр. Marie-Joseph François de Miribel, 1831—1893) — французский генерал, начальник Генерального штаба.

## Биография
Мари-Жозеф Франсуа де Мирибель родился 14 сентября 1831 года в Монбонне (департамент Изер), сын мэра Гренобля Артура Копина де Мирибеля.
Образование получил в Мецском артиллерийском и инженерном училище. Вскоре после выпуска он был отправлен в Крым и в 1855 году принял участие в осаде Севастополя. В 1859 году он сражался в Италии, за отличие в сражении при Мадженте был награждён орденом Почётного легиона, в битве при Сольферино был тяжело ранен. Затем он участвовал в Мексиканской экспедиции.

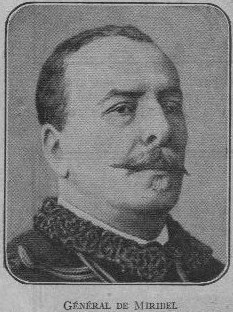
Генерал Мирибель

С 1867 по 1870 год Мирибель находился в Санкт-Петербурге в качестве военного агента Франции. С начала франко-прусской войны он вернулся в Париж и командовал артиллерией в одной из дивизий Парижского гарнизона, участвовал в обороне столицы от немцев и в разгроме Парижской коммуны. 23 ноября 1870 года произведён в полковники. Затем он был назначен командиром пехотной бригады и отличился в сражениях при Шампиньи и Бюзенвале. В правительстве Гамбетты Мари-Жозеф Франсуа де Мирибель был назначен начальником Генерального штаба.
3 мая 1875 года Мирибель был произведён в бригадные генералы, в 1878 году некоторое время снова был начальником Генерального штаба, затем являлся генерал-инспектором артиллерийских работ по укреплению берегов и 24 июля 1880 года получил чин дивизионного генерала. В 1881 году Мирибель вновь возглавил французский Генеральный штаб, однако после смерти Гамбетты оставил этот пост и несколько лет находился в отставке.
В 1888 году Мирибель вернулся к строевой службе и был назначен командиром 6-го армейского корпуса, а в 1890 году в очередной раз возглавил Генеральный штаб. 8 июля 1889 года награждён Большим офицерским крестом ордена Почётного легиона.
Мари-Жозеф Франсуа де Мирибель скончался 8 сентября 1893 года в Отриве (департамент Дром).